# شنیا گرایمز
شنیا گرایمز (انگلیسی: Shenae Grimes؛ زادهٔ ۲۴ اکتبر ۱۹۸۹) یک هنرپیشه اهل کانادا است. وی از سال ۲۰۰۴ میلادی تاکنون مشغول فعالیت بوده‌است.
از فیلم‌ها یا برنامه‌های تلویزیونی که وی در آن نقش داشته است می‌توان به آنی ویلسون در ۹۰۲۱۰، جیغ ۴، امپایر استیت، شکر و نقش دارسی ادواردز در سریال دگراسی : نسل بعدی اشاره کرد.